# 利沃夫国立理工大学

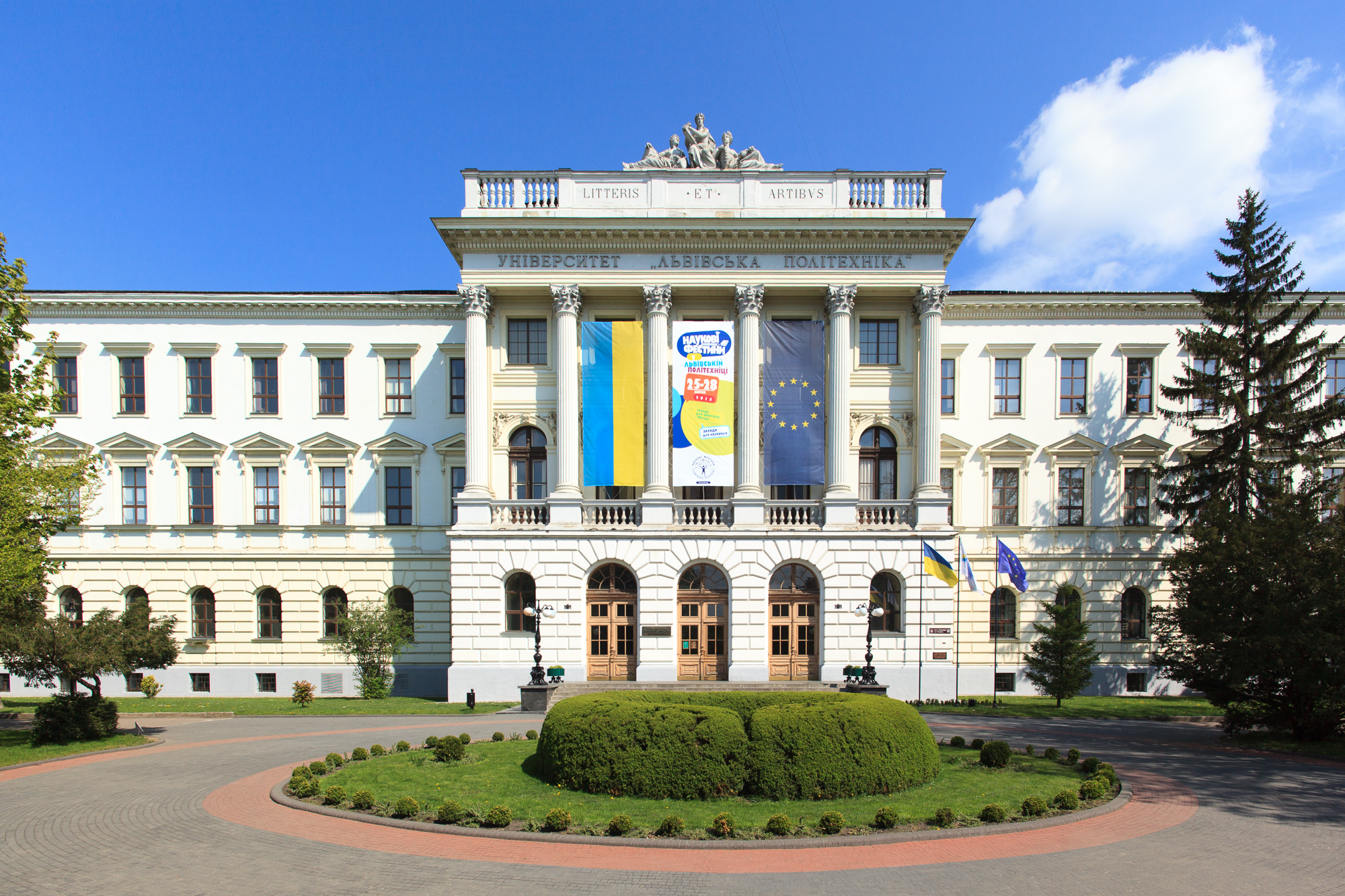
利沃夫理工大学

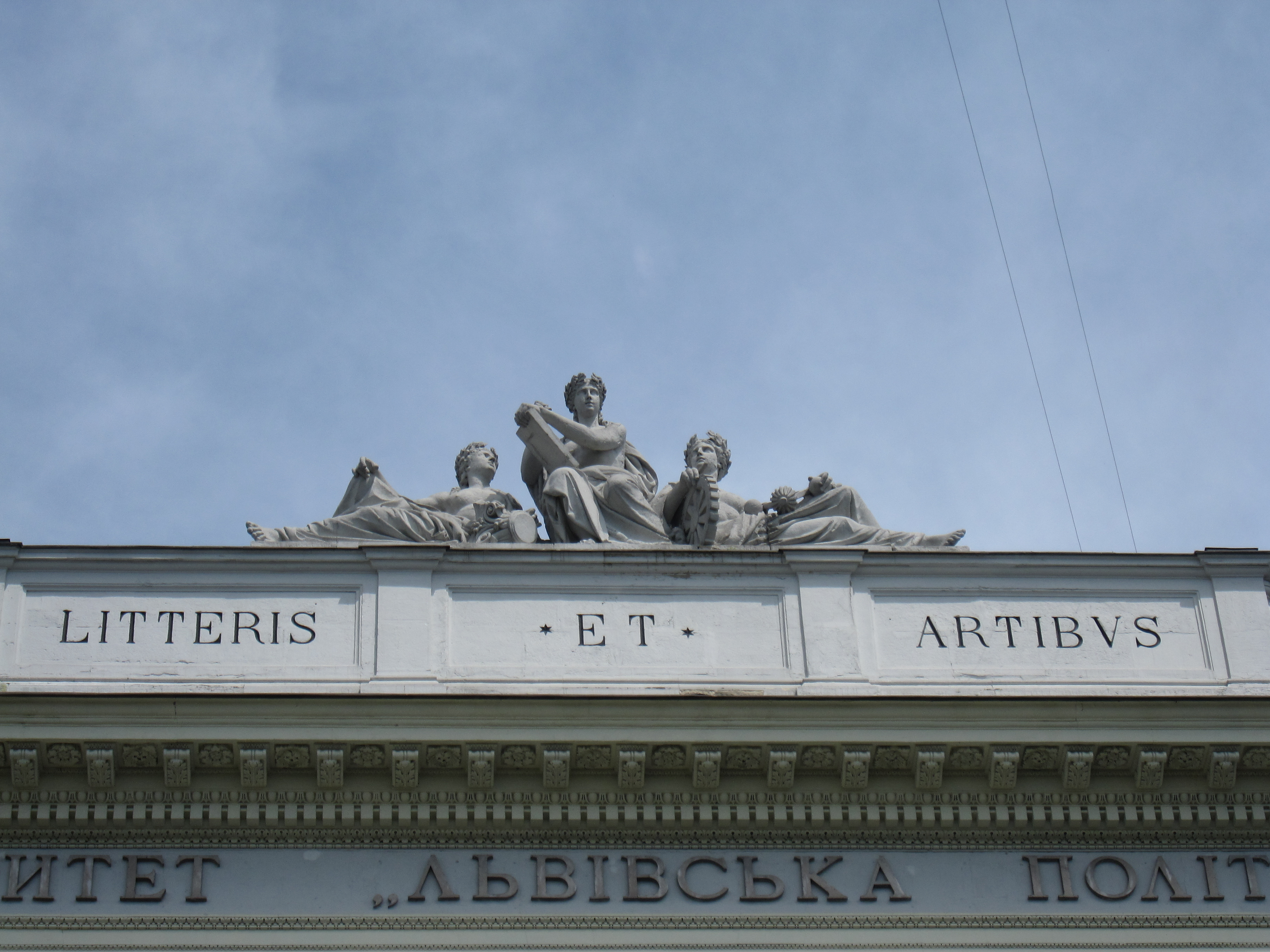
主楼顶部雕塑和拉丁文铭文

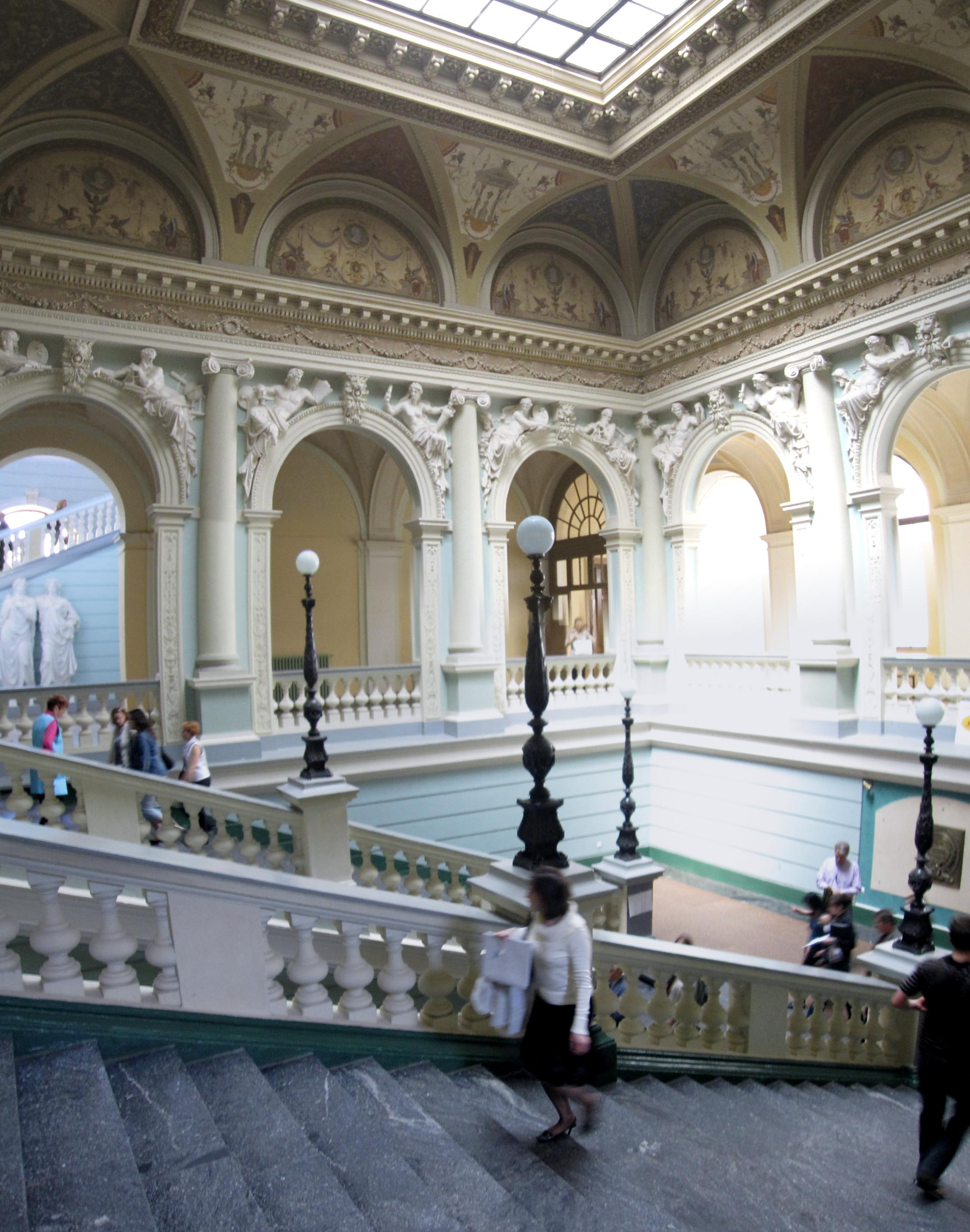
内部

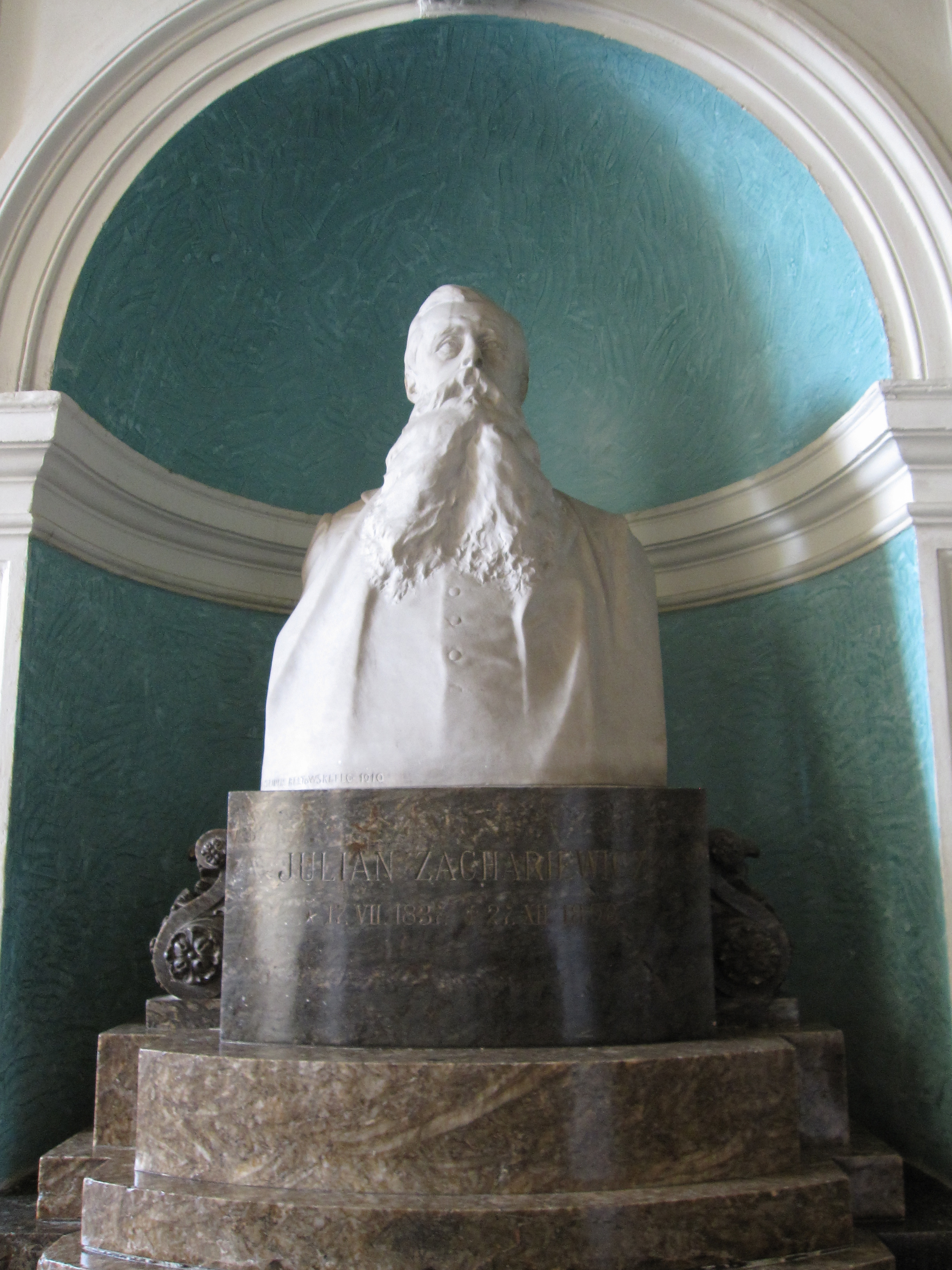
主楼入口的朱利安·扎卡里维茨半身大理石雕像

利沃夫国立理工大学（羅馬化：Natsionalnyi universytet "Lvivska politekhnika"）是利沃夫最大的理工科大学。自1816年成立以来，它一直是中欧最重要的科技发展中心之一。在波兰第二共和国时期，利沃夫理工大学理工学院与华沙理工大学同为波兰最重要的理工大学。2020年，利沃夫理工学院位列泰晤士高等教育全球前 1000 所大学之列。至2019年，该大学约有35,000名学生。

## 外部鏈接
- Homepage of Lviv Polytechnic （页面存档备份，存于）
- Lviv Polytechnic | History （页面存档备份，存于）

49°50′08″N 24°00′53″E / 49.83556°N 24.01472°E